# Carlos Eduardo Moro
Carlos Eduardo Moro (Chapecó, Brasil; 26 de agosto de 1981), más conocido como Carlinhos, es un futbolista brasileño, jugador de fútbol sala. Juega como defensor en el Dina Moscú, y en la selección brasileña de fútbol sala.

## Biografía
Carlinhos empezó su carrera en los Palmeiras y Tozzo Chapecó, y en el año 2002 se trasladó al Carlos Barbosa. Jugando en este club, llegó a ser un campeón de Brasil y ganó la Copa Intercontinental. En 2006 Carlinhos se trasladó al Campeonato español, haciéndose un jugador del Autos Lobelle. Al pasar tres años en España, ganando Recopa de Europa de fútbol sala (no oficial), volvió al Carlos Barbosa. 
En el verano de 2001 se oyó que Carlinhos se había trasladado al club Dina ruso. Aunque aquel año él terminó en Brasil, después se trasladó a Rusia, y debutó en el Dina a finales de enero del año 2012.
Carlinhos fue un miembro de la selección brasileña, cuando triunfó en el Campeonato mundial de 2008.

## Clubes
| Club           | País   | Año       |
| -------------- | ------ | --------- |
| Palmeiras      | Brasil | 2000      |
| Tozzo Chapecó  | Brasil | 2001      |
| Carlos Barbosa | Brasil | 2002-2006 |
| Autos Lobelle  | España | 2006-2009 |
| Carlos Barbosa | Brasil | 2009-2011 |
| Dina Moscú     | Rusia  | 2012-     |

## Palmarés
•	Campeón mundial de fútbol sala (1): 2008
•	Copa Intercontinental de fútbol sala 2004
•	Campeón de Brasil de fútbol sala (2): 2004, 2009
•	Recopa de Europa de fútbol sala 2007
•	Campeón de Rusia de fútbol sala (1): 2014